# Єнчники-Великі
Єнчники-Великі (пол. Jęczniki Wielkie) — село в Польщі, у гміні Члухув Члуховського повіту Поморського воєводства.
Населення — 273 особи (2011).

## Демографія
Демографічна структура станом на 31 березня 2011 року:
|          | Загалом | Допрацездатний вік | Працездатний вік | Постпрацездатний вік |
| -------- | ------- | ------------------ | ---------------- | -------------------- |
| Чоловіки | 139     | 27                 | 105              | 7                    |
| Жінки    | 134     | 35                 | 82               | 17                   |
| Разом    | 273     | 62                 | 187              | 24                   |